# لحن نوكيا

نغمة نوكيا في غران فالس، الحرف الموسيقي الأخير A هو نغمة ثمانية منخفضة.

نغمة نوكيا، وهو لَحن مُستعمل في أجهزة نوكيا القديمة، وَهي مقطع موسيقي من معزوفة بالإيتار تدعى غران فالس من تلحين عازف الإيتار الكلاسيكي والملحن الإسباني فرانسيسكو تاريغا في عام 1902.
في 1993، سلم أنسي فانيوكي Anssi Vanjoki، مساعد الرئيس التنفيذي لشركة نوكيا، المقطوعة الكاملة لغران فالس إلى لاوري كيفينين (رئيس العلاقات بالشركة حاليا)، ومعا اختارا القطعة التي عرفت فيما بعد «نغمة نوكيا».
القطعة الموسيقية مأخوذة من الطول (العمود) 14-17 من غران فالس، وتسمع مرة أخرى لاحقا بنهاية المقطوعة في الطول (العمود)
النغمة التي تدعي نوكيا أنها علامتها التجارية الموسيقية، كانت أولى النغمات الموسيقية في الهواتف المحمولة التي يمكن للفرد التعرف عليها.

## التاريخ
في عام 1992 ، استخدمت نوكيا Gran Vals من فرانسيسكو تاريجا كموسيقى خلفية في إعلان تجاري لجهاز نوكيا 1101. يتضمن مقتطف Gran Vals المستخدم العبارة التي سيتم استخدامها لاحقًا لنغمة هاتف نوكيا. في عام 1993، أحضر أنسي فانجوكي نائب الرئيس التنفيذي آنذاك لشركة نوكيا مجموعة Gran Vals بالكامل إلى لاوري كيفينن (رئيس اتصالات الشركة آنذاك) وقاموا معًا باختيار المقتطف الذي أصبح لحن نوكيا.

## التطور
في عام 2009 ، تم الإبلاغ عن سماع النغمة في جميع أنحاء العالم بما يقدر بنحو 1.8 مليار مرة في اليوم، بحوالي 20000 مرة في الثانية.
تم تسجيل اللحن بواسطة نوكيا كعلامة تجارية صوتية في بعض البلدان.
قدم الثنائي الهولندي في الكاباريه فان دير لان ووي عرضًا كوميديًا لعام 2017، يدور حول فرانسيسكو تاريغا وكيف اشتهر مقتطف من Gran Vals باسم Nokia Tune او لحن نوكيا .

## وصلات خارجية
- نسخة من غران فالس بصيغة MIDI